# NGC 338
NGC 338 је спирална галаксија у сазвежђу Рибе која се налази на NGC листи објеката дубоког неба.
Деклинација објекта је + 30° 40' 9" а ректасцензија 1h 0m 36,5s. Привидна величина (магнитуда) објекта NGC 338 износи 12,9 а фотографска магнитуда 13,7. Налази се на удаљености од 67,387 милиона парсека од Сунца. NGC 338 је још познат и под ознакама UGC 624, MCG 5-3-34, CGCG 501-61, IRAS 00578+3024, PGC 3611.